# Campionato mondiale di Formula 1 1950

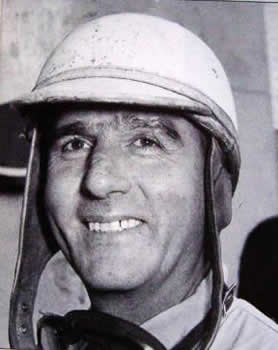
L'italiano Nino Farina ha vinto il suo primo titolo, guidando la dominante Alfa Romeo

Il campionato mondiale di Formula 1 1950 organizzato dalla FIA è stato, nella storia della categoria, il 1° ad assegnare il campionato piloti. Iniziò il 13 maggio e terminò il 3 settembre, dopo 7 gare, sei disputate in Europa e, in aggiunta, la 500 Miglia di Indianapolis, corsa da piloti americani sotto il Regolamento della AAA e della USAC. Il titolo piloti venne vinto da Nino Farina. Si disputarono inoltre sedici gare europee non valide per il mondiale – dal 10 aprile al 29 ottobre - e inoltre undici gare sudamericane di Formula Libre – dall'8 gennaio al 24 dicembre – in Argentina, Brasile e Cile.
Si registrò un dominio totale della scuderia Alfa Romeo, che piazzò in classifica ai primi tre posti con la vettura Alfa Romeo 158 i suoi piloti di punta: oltre al vincitore Farina, si distinsero Juan Manuel Fangio, che vinse tre gare e perse il titolo all'ultimo appuntamento, e il veterano Luigi Fagioli, più costante dei compagni, ma penalizzato dalla regola sullo scarto dei risultati. Vennero infastiditi soltanto occasionalmente da Alberto Ascari sulla Ferrari, che si classificò quinto, e dal francese Louis Rosier sulla Talbot-Lago, giunto al quarto posto.

## La pre-stagione

### Il calendario
| Gara | Nome ufficiale del Gran Premio     | Circuito                      | Sede        | Data        | Ora Locale | Diretta TV |
| ---- | ---------------------------------- | ----------------------------- | ----------- | ----------- | ---------- | ---------- |
| 1    | British Grand Prix                 | Circuito di Silverstone       | Silverstone | 13 maggio   | -          | -          |
| 2    | Grand Prix de Monaco               | Circuito di Monte Carlo       | Monaco      | 21 maggio   | -          | -          |
| 3    | International 500-Mile Sweepstakes | Indianapolis Motor Speedway   | Speedway    | 30 maggio   | -          |            |
| 4    | Großer Preis der Schweiz           | Circuito di Bremgarten        | Berna       | 4 giugno    | -          | -          |
| 5    | Grote Prijs van Belgie             | Circuito di Spa-Francorchamps | Stavelot    | 18 giugno   | -          | -          |
| 6    | Grand Prix de l'A.C.F.             | Circuito di Reims             | Gueux       | 2 luglio    | -          |            |
| 7    | Gran Premio d'Italia               | Autodromo nazionale di Monza  | Monza       | 3 settembre | -          | -          |

Griglia di partenza del G.P. d'Italia 1950. In prima fila, da sinistra, Sanesi, Farina, Ascari e Fangio.

Nel 1950 la Federazione Internazionale dell'Automobile, attraverso la Commissione Sportiva Internazionale, decise di organizzare il primo campionato del mondo per vetture di Formula 1, tentando di mettere ordine nel complesso e variegato mondo dei Gran Premi, dopo l'accantonamento della Formula Grand Prix avvenuto nel 1946. Sui 24 Gran Premi in calendario, la FIA ne scelse sei europei validi per il titolo mondiale. Soltanto all'ultimo momento si decise di inserire la 500 Miglia di Indianapolis, l'appuntamento principale motoristico degli Stati Uniti d'America, nel tentativo di gettare un ponte tra due mondi comunque troppo differenti per specifiche tecniche e mentalità. Il tentativo fu un colossale disastro: i piloti americani non vennero a correre le gare del vecchio continente e quelli europei, dal canto loro disertarono l'ovale di Indianapolis (soltanto Alberto Ascari farà una timida apparizione sul circuito americano nel 1952); ciò nonostante la prova delle 500 Miglia sarà inserita nel calendario del campionato mondiale piloti e costruttori fino al 1960, per poi essere definitivamente accantonata. In esso le vetture della Formula, così come nelle gare sudamericane di Formula Libre, erano invitate a parteciparvi.
Il 13 maggio si svolse il 3º Gran Premio di Gran Bretagna sul Circuito di Silverstone, il primo Gran Premio valido per il nuovo campionato del mondo di Formula 1, impreziosito dalla presenza in tribuna del Re Giorgio VI e della Regina madre Elisabetta, e con un pubblico di oltre 150.000 spettatori. La gara vale anche come XI Gran Premio d'Europa, ed è la prima volta che viene organizzata dall'England Royal Automobile Club, detto anche RAC. A cinque anni dalla fine della guerra, i segni lasciati sono ancora visibili ovunque e di sicuro fanno la differenza, sia nei circuiti, i quali, tranne i casi dell'Autodromo di Monza e del Principato di Monaco, sono ricavati da vecchi aeroporti militari (quello inglese sopra citato, a circa 40 miglia a nord di Londra) oppure da strade destinate al traffico regolare (quello francese in aperta campagna di Reims, quello belga di Spa-Francorchamps che rispetto all'attuale era lungo più del doppio, quello svizzero del Bremgarten nei pressi di Berna e via dicendo) sia soprattutto nelle vetture.
La scuderia Alfa Romeo che dominò quel primo campionato, corse ancora con la 158 (denominata "Alfetta"), che era la stessa monoposto concepita nel 1938 per vincere la concorrenza delle fortissime scuderie tedesche dell'epoca, la Mercedes e la Auto Union. Con un motore a 8 cilindri di 1500cc ed un compressore volumetrico, capace di sviluppare una potenza di 350 CV a 8600 giri/minuto, la 158 garantiva prestazioni eccezionali. La sua evoluzione, la Alfa Romeo 159 del 1951, raggiungeva 425 cavalli a 9500 giri/minuto, con una potenza specifica di 280 cavalli per litro. In quella stagione schierava tre piloti di prim'ordine, il quarantaquattrenne torinese Giuseppe Farina, detto "Nino", l'asso argentino Juan Manuel Fangio appena ingaggiato su segnalazione di Achille Varzi, che intuì il suo talento straordinario due anni prima in una gara di Formula Libre disputata in Argentina, e il sempre valido Luigi Fagioli, che conobbe comunque la sua stagione migliore negli anni trenta.
La Ferrari invece debuttò soltanto il 21 maggio nel Gran Premio di Monaco, il secondo valido per il campionato, con la 125 assemblata nel 1948, dotata inizialmente di un motore a compressore a 8 cilindri e in seguito, di 1497 cc a 12 cilindri di 60º; schierava Alberto Ascari (figlio di Antonio, rivale di Tazio Nuvolari), il francese Raymond Sommer e il britannico Peter Whitehead.
La pattuglia italiana è completata dalla Maserati, che fornisce tre scocche e un motore L4S a molte squadre composte da piloti iscritti come privati, tra i quali si distinguono i due della scuderia "Enrico Plate" dotati di titoli nobiliari, il barone svizzero Toulo de Graffenried e il principe tailandese Birabongse Bhanuban, abbreviato per comodità in Prince Bira.
Massiccia anche la presenza di squadre e piloti francesi: la Talbot-Lago possedeva una scocca leggera ma una potenza di appena 280 cavalli e schierava nomi come Yves Giraud-Cabantous, Eugène Martin, Philippe Étancelin e il belga Johnny Claes: la Simca-Gordini che aveva un propulsore di appena 1450cc e schierava tra gli altri Maurice Trintignant, fratello di un altro corridore, Louis deceduto nel 1933, e zio del futuro popolare attore Jean-Louis Trintignant; egli stesso subirà un grave incidente sul circuito di Bremgarten nel Gran Premio di Svizzera del 1948.
La Gran Bretagna invece si schierò con due "Factory team"; la Alta Car and Engineering Company, meglio conosciuta come Alta, che forniva scocca e motore al britannico Geoffrey Crossley e all'irlandese Joe Kelly, iscritti come privati, e la English Racing Automobiles, abbreviata familiarmente come ERA, che schierava quattro piloti "privatisti" connazionali. Tra le gomme la parte del leone la sostenevano l'italiana Pirelli e l'inglese Dunlop, con qualche incursione della belga Englebert.

### Regolamento
In quel primo anno valido per il titolo mondiale, le monoposto di Formula 1 seguivano ancora le regole in vigore dal 1946, che prevedevano un limite di cilindrata di 1500 cc, se dotate di compressore volumetrico, e di 4.500 cc se prive di compressore (le cosiddette "aspirate"); inoltre, non esistevano limiti di peso e neanche di carburante. Per ogni Gran Premio vigeva la libertà di iscrizione, sia come appartenenti a una squadra sia come privato (in questo caso una "Factory Team" provvedeva a fornire scocca e motore al pilota, e tale situazione si protrarrà fino al 1958, anno in cui sarà introdotto il Campionato Mondiale Costruttori). I numeri di macchina erano variabili per ciascun Gran Premio e non seguivano mai la numerazione ordinaria – ad esempio nel Gran Premio di Monaco si assegnavano i numeri pari per evitare l'assegnazione del numero 13, e così via – così come la disposizione nella griglia di partenza, che dipendeva in gran parte dalla larghezza disponibile sulla sede stradale.

### Sistema di punteggio
Il primo sistema di punteggio assegnava 8 punti al primo classificato, 6 punti al secondo, 4 punti al terzo, 3 punti al quarto, 2 punti al quinto e 1 punto all'autore del giro più veloce durante la gara. Il regolamento dell'epoca prevedeva inoltre la possibilità che su una stessa vettura si alternassero alla guida più piloti (regola che valse sino al 1957): in questo caso i punti ottenuti in base all'ordine di arrivo della vettura venivano divisi tra i piloti che l'avevano guidata durante la gara.
Per il computo della classifica finale del mondiale venivano considerati solo i migliori quattro risultati ottenuti dal pilota sulle sette prove disputate.

## Riassunto della stagione
Nell'Alfa Romeo si decise di puntare tutte le carte su Juan Manuel Fangio, il quale nei primi mesi si era già aggiudicato due gare in Europa, e ribadirà nel finale di stagione il suo grande momento di forma vincendo tre gare consecutive di Formula Libre. Oltre al coraggio e all'incoscienza, indispensabili per gareggiare nei piloti di quella generazione, Fangio possedeva una visione tattica superiore rispetto alla concorrenza.
Dal canto suo, Farina non demorse e si aggiudicò il Gran Premio inaugurale di Gran Bretagna a Silverstone con l'argentino tradito da una perdita d'olio. Una settimana dopo, a Monte Carlo Fangio gli rispose dominando una corsa tormentata dal grave incidente di Alfredo Pián nella sessione di qualifica, argentino anche lui proveniente dalle gare sudamericane, che si frattura una caviglia, e da una spettacolare carambola al primo giro che eliminò di colpo dieci concorrenti, provocata da un'improvvisa ondata alla curva del "Tabaccaio". Il torinese vinse sull'insidioso tracciato svizzero del Bremgarten e l'argentino gli rispose per le rime a Spa-Francorchamps. Il testa a testa fra i due piloti si rivelò entusiasmante e in Francia, sul circuito stradale di Reims-Gueux, Fangio completò la sua rimonta iridata, piazzando il terzo sigillo e lasciando a secco il rivale. Anche Luigi Fagioli si comportò benissimo, piazzandosi secondo in ben quattro occasioni e racimolando 24 punti, ma con la regola degli scarti venne privato della possibilità di lottare seriamente per il titolo nell'ultima corsa valida, il Gran Premio d'Italia. Conquistò 4 punti con il terzo posto che non furono però sufficienti Passerà alla storia dell'automobilismo come l'"eterno secondo".
A Monza fu un affare privato tra Fangio e Farina, distanziati in classifica soltanto da quattro punti (26 per Fangio e 22 per Farina, terzo al momento). L'argentino già al sabato conquistò la Pole position, con Farina che si piazzò terzo dietro alla Ferrari di Ascari. Fangio condusse in testa i primi giri, ottenendo inoltre il punto addizionale segnando il giro più veloce, ma al 24º giro dovette rientrare ai box e ritirarsi a casusa di problemi al cambio. Senza perdersi d'animo, salì sull'Alfa Romeo di riserva condotta da Piero Taruffi che gli cedette sportivamente il posto, riusciendo a compiere appena dieci giri prima di ritirarsi nuovamente, lasciando così vittoria e titolo mondiale nelle mani di Farina, che divenne in quel momento il primo italiano a laurearsi campione del mondo con tre punti di vantaggio sull'argentino, 30 contro 27. Fagioli nonostante fosse arrivato secondo con 28 punti, per via della regola degli scarti si vide retrocesso al terzo posto con 24 punti complessivi
.

## Scuderie e piloti
| Scuderia                     | Costruttore                       | Telaio      | Motore                                                       | Pneu | Pilota                | Gran Premi  |
| ---------------------------- | --------------------------------- | ----------- | ------------------------------------------------------------ | ---- | --------------------- | ----------- |
| Alfa Romeo SpA               | Alfa Romeo                        | 158/50      | Alfa Romeo 158 1.5 L8c                                       | P    | Juan Manuel Fangio    | 1–2, 4–7    |
| Alfa Romeo SpA               | Alfa Romeo                        | 158/50      | Alfa Romeo 158 1.5 L8c                                       | P    | Giuseppe Farina       | 1–2, 4–7    |
| Alfa Romeo SpA               | Alfa Romeo                        | 158/50      | Alfa Romeo 158 1.5 L8c                                       | P    | Luigi Fagioli         | 1–2, 4–7    |
| Alfa Romeo SpA               | Alfa Romeo                        | 158/50      | Alfa Romeo 158 1.5 L8c                                       | P    | Reg Parnell           | 1           |
| Alfa Romeo SpA               | Alfa Romeo                        | 158/50      | Alfa Romeo 158 1.5 L8c                                       | P    | Consalvo Sanesi       | 7           |
| Alfa Romeo SpA               | Alfa Romeo                        | 158/50      | Alfa Romeo 158 1.5 L8c                                       | P    | Piero Taruffi         | 7           |
| Scuderia Ferrari             | Ferrari                           | 125 275 375 | Ferrari 125 1.5 V12c Ferrari 275 3.3 V12 Ferrari 375 4.5 V12 | P    | Luigi Villoresi       | 2, 4–6      |
| Scuderia Ferrari             | Ferrari                           | 125 275 375 | Ferrari 125 1.5 V12c Ferrari 275 3.3 V12 Ferrari 375 4.5 V12 | P    | Alberto Ascari        | 2, 4–7      |
| Scuderia Ferrari             | Ferrari                           | 125 275 375 | Ferrari 125 1.5 V12c Ferrari 275 3.3 V12 Ferrari 375 4.5 V12 | P    | Raymond Sommer        | 2, 4        |
| Scuderia Ferrari             | Ferrari                           | 125 275 375 | Ferrari 125 1.5 V12c Ferrari 275 3.3 V12 Ferrari 375 4.5 V12 | P    | Dorino Serafini       | 7           |
| Officine Alfieri Maserati    | Maserati                          | 4CLT/48     | Maserati 4CLT 1.5 L4c                                        | P    | Louis Chiron          | 1–2, 4, 6–7 |
| Officine Alfieri Maserati    | Maserati                          | 4CLT/48     | Maserati 4CLT 1.5 L4c                                        | P    | Franco Rol            | 2, 6–7      |
| Scuderia Ambrosiana          | Maserati                          | 4CLT/48     | Maserati 4CLT 1.5 L4c                                        | D    | David Murray          | 1, 7        |
| Scuderia Ambrosiana          | Maserati                          | 4CLT/48     | Maserati 4CLT 1.5 L4c                                        | D    | David Hampshire       | 1, 6        |
| Scuderia Ambrosiana          | Maserati                          | 4CLT/48     | Maserati 4CLT 1.5 L4c                                        | D    | Reg Parnell           | 6           |
| Scuderia Milano              | Maserati-Speluzzi Milano-Speluzzi | 4CLT/50 1   | Maserati 4CLT 1.5 L4c Milano 1.5 L4c Speluzzi 1.5 L4c        | P    | Felice Bonetto        | 4, 6–7      |
| Scuderia Milano              | Maserati-Speluzzi Milano-Speluzzi | 4CLT/50 1   | Maserati 4CLT 1.5 L4c Milano 1.5 L4c Speluzzi 1.5 L4c        | P    | Franco Comotti        | 7           |
| Scuderia Achille Varzi       | Maserati                          | 4CLT/48 4CL | Maserati 4CLT 1.5 L4c                                        | P    | José Froilán González | 2, 6        |
| Scuderia Achille Varzi       | Maserati                          | 4CLT/48 4CL | Maserati 4CLT 1.5 L4c                                        | P    | Alfredo Pián          | 2           |
| Scuderia Achille Varzi       | Maserati                          | 4CLT/48 4CL | Maserati 4CLT 1.5 L4c                                        | P    | Nello Pagani          | 4           |
| Scuderia Achille Varzi       | Maserati                          | 4CLT/48 4CL | Maserati 4CLT 1.5 L4c                                        | P    | Toni Branca           | 4           |
| Scuderia Enrico Platé        | Maserati                          | 4CLT/48     | Maserati 4CLT 1.5 L4c                                        | P    | Toulo de Graffenried  | 1–2, 4, 7   |
| Scuderia Enrico Platé        | Maserati                          | 4CLT/48     | Maserati 4CLT 1.5 L4c                                        | P    | B. Bira               | 1–2, 4, 7   |
| Equipe Gordini               | Simca-Gordini                     | 15          | Gordini 15C 1.5 L4c                                          | E    | Robert Manzon         | 2, 6–7      |
| Equipe Gordini               | Simca-Gordini                     | 15          | Gordini 15C 1.5 L4c                                          | E    | Maurice Trintignant   | 2, 7        |
| Automobiles Talbot-Darracq   | Talbot-Lago                       | T26C        | Talbot 23CV 4.5 L6                                           | D    | Yves Giraud-Cabantous | 1, 4–6      |
| Automobiles Talbot-Darracq   | Talbot-Lago                       | T26C        | Talbot 23CV 4.5 L6                                           | D    | Louis Rosier          | 1, 4–6      |
| Automobiles Talbot-Darracq   | Talbot-Lago                       | T26C        | Talbot 23CV 4.5 L6                                           | D    | Philippe Étancelin    | 1, 5        |
| Automobiles Talbot-Darracq   | Talbot-Lago                       | T26C        | Talbot 23CV 4.5 L6                                           | D    | Eugène Martin         | 1, 4        |
| Automobiles Talbot-Darracq   | Talbot-Lago                       | T26C        | Talbot 23CV 4.5 L6                                           | D    | Pierre Levegh         | 5–6         |
| Automobiles Talbot-Darracq   | Talbot-Lago                       | T26C        | Talbot 23CV 4.5 L6                                           | D    | Raymond Sommer        | 6           |
| Charles Pozzi                | Talbot-Lago                       | T26C        | Talbot 23CV 4.5 L6                                           | D    | Charles Pozzi         | 6           |
| Charles Pozzi                | Talbot-Lago                       | T26C        | Talbot 23CV 4.5 L6                                           | D    | Louis Rosier          | 6           |
| Écurie Rosier                | Talbot-Lago                       | T26C        | Talbot 23CV 4.5 L6                                           | D    | Louis Rosier          | 2, 7        |
| Écurie Rosier                | Talbot-Lago                       | T26C        | Talbot 23CV 4.5 L6                                           | D    | Henri Louveau         | 7           |
| Écurie Lutetia               | Talbot-Lago                       | T26C        | Talbot 23CV 4.5 L6                                           | D    | Eugène Chaboud        | 5           |
| Philippe Étancelin           | Talbot-Lago                       | T26C        | Talbot 23CV 4.5 L6                                           | D    | Philippe Étancelin    | 2, 4, 6–7   |
| Philippe Étancelin           | Talbot-Lago                       | T26C        | Talbot 23CV 4.5 L6                                           | D    | Eugène Chaboud        | 6           |
| Écurie Belge                 | Talbot-Lago                       | T26C        | Talbot 23CV 4.5 L6                                           | D    | Johnny Claes          | 1–2, 4–7    |
| Écurie Bleue                 | Talbot-Lago                       | T26C        | Talbot 23CV 4.5 L6                                           | D    | Harry Schell          | 4           |
| Horschell Racing Corporation | Cooper-JAP                        | T12         | JAP 1.1 V2                                                   | D    | Harry Schell          | 2           |
| Joe Fry                      | Maserati ERA                      | 4CL C       | Maserati 4CLT 1.5 L4c ERA 1.5 L6c                            | D    | Joe Fry               | 1           |
| Joe Fry                      | Maserati ERA                      | 4CL C       | Maserati 4CLT 1.5 L4c ERA 1.5 L6c                            | D    | Brian Shawe-Taylor    | 1           |
| Joe Fry                      | Maserati ERA                      | 4CL C       | Maserati 4CLT 1.5 L4c ERA 1.5 L6c                            | D    | Cuth Harrison         | 1           |
| Peter Walker                 | ERA                               | E           | ERA 1.5 L6c                                                  | D    | Peter Walker          | 1           |
| Peter Walker                 | ERA                               | E           | ERA 1.5 L6c                                                  | D    | Tony Rolt             | 1           |

| Pilota             | Costruttore    | Telaio  | Motore                | Pneu | Pilota             | Gran Premi |
| ------------------ | -------------- | ------- | --------------------- | ---- | ------------------ | ---------- |
| Joe Kelly          | Alta           | GP      | Alta 1.5 L4c          | D    | Joe Kelly          | 1          |
| Geoffrey Crossley  | Alta           | GP      | Alta 1.5 L4c          | D    | Geoffrey Crossley  | 1, 5       |
| Bob Gerard         | ERA            | B A     | ERA 1.5 L6c           | D    | Bob Gerard         | 1–2        |
| Cuth Harrison      | ERA            | C       | ERA 1.5 L6c           | D    | Cuth Harrison      | 2, 7       |
| T.A.S.O. Mathieson | ERA            | E       | ERA 1.5 L6c           | D    | Leslie Johnson     | 1          |
| Peter Whitehead    | Ferrari        | 125     | Ferrari 125 1.5 V12c  | D    | Peter Whitehead    | 2, 6–7     |
| Clemente Biondetti | Ferrari-Jaguar | 166S    | Jaguar XK 3.4 L6      | ?    | Clemente Biondetti | 7          |
| Antonio Branca     | Maserati       | 4CL     | Maserati 4CLT 1.5 L4c | P    | Toni Branca        | 5          |
| Paul Pietsch       | Maserati       | 4CLT/48 | Maserati 4CLT 1.5 L4c | P    | Paul Pietsch       | 7          |
| Pierre Levegh      | Talbot-Lago    | T26C    | Talbot 23CV 4.5 L6    | D    | Pierre Levegh      | 7          |
| Guy Mairesse       | Talbot-Lago    | T26C    | Talbot 23CV 4.5 L6    | D    | Guy Mairesse       | 7          |
| Raymond Sommer     | Talbot-Lago    | T26C    | Talbot 23CV 4.5 L6    | D    | Raymond Sommer     | 5, 7       |

Nella tabella seguente sono indicati tutti i piloti partecipanti alla 500 Miglia di Indianapolis 1950, che pur non svolgendosi secondo le regolamentazioni della Formula 1 assegnava punti validi per il titolo iridato piloti. Per dettagli sui motori e telai utilizzati vedere la voce relativa.
| Walt Ader         | Fred Agabashian | Emil Andres     | Manuel Ayulo  | Henry Banks       |
| Tony Bettenhausen | Walt Brown      | Mike Burch      | Marvin Burke  | Bill Cantrell     |
| Duane Carter      | Joie Chitwood   | Hal Cole        | George Connor | Jimmy Davies      |
| Billy DeVore      | Duke Dinsmore   | Ted Duncan      | Kenny Eaton   | Milt Fankhouser   |
| Walt Faulkner     | Johnny Fedricks | Pat Flaherty    | Myron Fohr    | George Fonder     |
| Carl Forberg      | Dick Frazier    | Cecil Green     | Bob Gregg     | Cliff Griffith    |
| Sam Hanks         | Gene Hartley    | Mack Hellings   | Bill Holland  | Jackie Holmes     |
| Norm Houser       | Jerry Hoyt      | Jimmy Jackson   | Joe James     | Danny Kladis      |
| Chuck Leighton    | Bayliss Levrett | Mark Light      | Andy Linden   | George Lynch      |
| Cy Marshall       | Johnny Mauro    | Johnny McDowell | Jack McGrath  | Al Miller         |
| Chet Miller       | Duke Nalon      | Johnnie Parsons | Ralph Pratt   | Dick Rathmann     |
| Jim Rathmann      | Jim Rigsby      | Bud Rose        | Mauri Rose    | Paul Russo        |
| Troy Ruttman      | Bill Schindler  | Bob Sweikert    | Joel Thorne   | Charles van Acker |
| Bill Vukovich     | Lee Wallard     | Spider Webb     |               |                   |

## Risultati

### Gare del Campionato Mondiale
| Nº | Gran Premio                  | Circuito          | Pole position      | Giro veloce        | Pilota vincitore   | Costruttore              | Resoconto |
| -- | ---------------------------- | ----------------- | ------------------ | ------------------ | ------------------ | ------------------------ | --------- |
| 1  | Gran Premio di Gran Bretagna | Silverstone       | Nino Farina        | Nino Farina        | Nino Farina        | Alfa Romeo               | Resoconto |
| 2  | Gran Premio di Monaco        | Monaco            | Juan Manuel Fangio | Juan Manuel Fangio | Juan Manuel Fangio | Alfa Romeo               | Resoconto |
| 3  | 500 Miglia di Indianapolis   | Indianapolis      | Walt Faulkner      | Johnnie Parsons    | Johnnie Parsons    | Kurtis Kraft-Offenhauser | Resoconto |
| 4  | Gran Premio di Svizzera      | Berna             | Juan Manuel Fangio | Nino Farina        | Nino Farina        | Alfa Romeo               | Resoconto |
| 5  | Gran Premio del Belgio       | Spa-Francorchamps | Nino Farina        | Nino Farina        | Juan Manuel Fangio | Alfa Romeo               | Resoconto |
| 6  | Gran Premio di Francia       | Reims             | Juan Manuel Fangio | Juan Manuel Fangio | Juan Manuel Fangio | Alfa Romeo               | Resoconto |
| 7  | Gran Premio d'Italia         | Monza             | Juan Manuel Fangio | Juan Manuel Fangio | Nino Farina        | Alfa Romeo               | Resoconto |

## Gare non valide per il Campionato Mondiale
Nella stagione 1950 si sono disputate 16 gare per vetture di Formula 1 non valide per il Campionato Mondiale.
| Gran Premio                   | Nome ufficiale               | Data         | Circuito        | Immagine | Pilota vincitore   | Costruttore      | Resoconto |
| ----------------------------- | ---------------------------- | ------------ | --------------- | -------- | ------------------ | ---------------- | --------- |
| Trofeo di Richmond            | II Richmond Trophy           | 10 aprile    | Goodwood        |          | Reg Parnell        | Maserati 4CLT-48 | Resoconto |
| Gran Premio di Pau            | XI Grand Prix de Pau         | 10 aprile    | Pau             |          | Juan Manuel Fangio | Maserati 4CLT-48 | Resoconto |
| Gran Premio di San Remo       | V Gran Premio di San Remo    | 16 aprile    | Ospedaletti     |          | Juan Manuel Fangio | Alfa Romeo 158   | Resoconto |
| Gran Premio di Parigi         | IV Grand Prix de Paris       | 30 aprile    | Montlhéry       |          | Georges Grignard   | Talbot T26C      | Resoconto |
| Trofeo dell'Impero Britannico | XII British Empire Trophy    | 15 giugno    | Douglas         |          | Bob Gerard         | ERA B            | Resoconto |
| Gran Premio di Bari           | IV Gran Premio di Bari       | 9 luglio     | Bari            |          | Nino Farina        | Alfa Romeo 158   | Resoconto |
| Jersey Road Race              | IV J.C.C. Jersey Road Race   | 13 luglio    | Isola di Jersey |          | Peter Whitehead    | Ferrari 125      | Resoconto |
| Circuito dell'Albigeois       | XII Circuit de l'Albigeois   | 16 luglio    | Albi            |          | Louis Rosier       | Talbot T26C      | Resoconto |
| Gran Premio d'Olanda          | I Grote Prjis van Nederland  | 23 luglio    | Zandvoort       |          | Louis Rosier       | Talbot T26C      | Resoconto |
| Gran Premio delle Nazioni     | III Grand Prix des Nations   | 30 luglio    | Ginevra         |          | Juan Manuel Fangio | Alfa Romeo 158   | Resoconto |
| Trofeo di Nottingham          | I Nottingham Trophy          | 7 agosto     | Gamston         |          | David Hampshire    | Maserati 4CLT-48 | Resoconto |
| Trofeo dell'Ulster            | IV Ulster Trophy             | 12 agosto    | Dundrod         |          | Peter Whitehead    | Ferrari 125      | Resoconto |
| Circuito di Pescara           | XIX Circuito di Pescara      | 15 agosto    | Pescara         |          | Juan Manuel Fangio | Alfa Romeo 158   | Resoconto |
| Trofeo Internazionale BRDC    | II BRDC International Trophy | 26 agosto    | Silverstone     |          | Nino Farina        | Alfa Romeo 158   | Resoconto |
| Trofeo di Goodwood            | III Goodwood Trophy          | 30 settembre | Goodwood        |          | Reg Parnell        | BRM P15          | Resoconto |
| Gran Premio del Penya Rhin    | X Gran Premio de Penya Rhin  | 29 ottobre   | Pedralbes       |          | Alberto Ascari     | Ferrari 375      | Resoconto |

### Gare della serie Formula Libre
Nella stagione 1950, tra gennaio e dicembre si sono disputate anche 11 gare in Sud America della serie Formula Libre, nelle quali anche le vetture di Formula 1 erano invitate a partecipare. I paesi che ospitavano in quest'annata le gare erano Argentina, Brasile e Cile. Vi fu un dominio di Ferrari e Maserati: la prima vinse sia con la 166 FL approntata esclusivamente per questa serie, sia con la 125 di Formula 1. Una sola vettura francese, la Talbot, vinse l'ultima gara stagionale, la 500 Miglia De Rafaela.
| Gran Premio                       | Data         | Circuito             | Pilota vincente      | Team vincente  | Resoconto |
| --------------------------------- | ------------ | -------------------- | -------------------- | -------------- | --------- |
| Gran Premio Eva Duarte Peron      | 8 gennaio    | Parco Palermo        | Luigi Villoresi      | Ferrari 166 FL | Resoconto |
| Gran Premio Generale San Martin   | 15 gennaio   | El Torreón           | Alberto Ascari       | Ferrari 166 FL | Resoconto |
| Coppa Accion                      | 22 gennaio   | Parque Independencia | Luigi Villoresi      | Ferrari 166 FL | Resoconto |
| Gran Premio di Interlagos         | 28 maggio    | Interlagos           | Francisco Credentino | Maserati       | Resoconto |
| Quinta da Boa Vista               | 4 luglio     | Boa Vista            | sconosciuto          | sconosciuto    | Resoconto |
| Gran Premio della Gavea           | 11 luglio    | Gávea                | sconosciuto          | sconosciuto    | Resoconto |
| Gran Premio di Boa Vista          | 24 settembre | Boa Vista            | Chico Landi          | Ferrari 125    | Resoconto |
| Coppa Interlagos                  | 1º ottobre   | Interlagos           | Chico Landi          | Ferrari 125    | Resoconto |
| Gran Premio di Paraná             | 12 novembre  | Parque Urquiza       | Juan Manuel Fangio   | Ferrari 166 FL | Resoconto |
| Gran Premio Presidente Alessandri | 18 novembre  | Palma                | Juan Manuel Fangio   | Ferrari 166 FL | Resoconto |
| 500 Miglia De Rafaela             | 24 dicembre  | Rafaela              | Juan Manuel Fangio   | Talbot T26C    | Resoconto |

## Classifica

### Classifica piloti
Il sistema di punteggio prevedeva l'attribuzione ai primi cinque classificati rispettivamente di 8, 6, 4, 3 e 2 punti; un punto aggiuntivo veniva assegnato al detentore del giro più veloce. I punti venivano divisi equamente tra i piloti alla guida di una vettura condivisa; in questi casi il piazzamento a punti è indicato con il simbolo ‡ in tabella. Per la classifica finale valevano i migliori quattro risultati; nella colonna Punti sono indicati i punti effettivamente validi per il campionato, tra parentesi i punti totali conquistati.
| Pos. | Pilota                |     |     |     |     |     |     |     | Punti   |
| ---- | --------------------- | --- | --- | --- | --- | --- | --- | --- | ------- |
| 1    | Nino Farina           | 1   | Rit |     | 1   | 4   | 7   | 1   | 30      |
| 2    | Juan Manuel Fangio    | Rit | 1   |     | Rit | 1   | 1   | Rit | 27      |
| 3    | Luigi Fagioli         | 2   | Rit |     | 2   | 2   | 2   | 3   | 24 (28) |
| 4    | Louis Rosier          | 5   | Rit |     | 3   | 3   | 6   | 4   | 13      |
| 5    | Alberto Ascari        |     | 2   |     | Rit | 5   | NP  | 2‡  | 11      |
| 6    | Johnnie Parsons       |     |     | 1   |     |     |     |     | 9       |
| 7    | Bill Holland          |     |     | 2   |     |     |     |     | 6       |
| 8    | Prince Bira           | Rit | 5   |     | 4   |     |     | Rit | 5       |
| 9    | Peter Whitehead       |     |     |     |     |     | 3   | 7   | 4       |
| =    | Louis Chiron          | Rit | 3   |     | 9   |     | Rit | Rit | 4       |
| =    | Reg Parnell           | 3   |     |     |     |     | Rit |     | 4       |
| =    | Mauri Rose            |     |     | 3   |     |     |     |     | 4       |
| 13   | Dorino Serafini       |     |     |     |     |     |     | 2‡  | 3       |
| =    | Yves Giraud-Cabantous | 4   |     |     | Rit | Rit | 8   |     | 3       |
| =    | Raymond Sommer        |     | 4   |     | Rit | Rit | Rit | Rit | 3       |
| =    | Cecil Green           |     |     | 4   |     |     |     |     | 3       |
| =    | Robert Manzon         |     | Rit |     |     |     | 4   | Rit | 3       |
| =    | Philippe Étancelin    | 8   | Rit |     | Rit | Rit | 5‡  | 5   | 3       |
| 19   | Felice Bonetto        |     |     |     | 5   |     | Rit | NP  | 2       |
| 20   | Tony Bettenhausen     |     |     | 5‡  |     |     |     |     | 1       |
| =    | Joie Chitwood         |     |     | 5‡  |     |     |     |     | 1       |
| =    | Eugène Chaboud        |     |     |     |     | Rit | 5‡  |     | 1       |
| –    | Toulo de Graffenried  | Rit | Rit |     | 6   |     |     | 6   | 0       |
| –    | Bob Gerard            | 6   | 6   |     |     |     |     |     | 0       |
| –    | Luigi Villoresi       |     | Rit |     | Rit | 6   | NP  |     | 0       |
| –    | Lee Wallard           |     |     | 6   |     |     |     |     | 0       |
| –    | Charles Pozzi         |     |     |     |     |     | 6   |     | 0       |
| –    | Johnny Claes          | 11  | 7   |     | 10  | 8   | Rit | Rit | 0       |
| –    | Cuth Harrison         | 7   | Rit |     |     |     |     | Rit | 0       |
| –    | Pierre Levegh         |     |     |     |     | 7   | Rit | Rit | 0       |
| –    | Walt Faulkner         |     |     | 7   |     |     |     |     | 0       |
| –    | Nello Pagani          |     |     |     | 7   |     |     |     | 0       |
| –    | Harry Schell          |     | Rit |     | 8   |     |     |     | 0       |
| –    | George Connor         |     |     | 8   |     |     |     |     | 0       |
| –    | David Hampshire       | 9   |     |     |     |     | Rit |     | 0       |
| –    | Geoff Crossley        | Rit |     |     |     | 9   |     |     | 0       |
| –    | Paul Russo            |     |     | 9   |     |     |     |     | 0       |
| –    | Toni Branca           |     |     |     | 11  | 10  |     |     | 0       |
| –    | Joe Fry               | 10  |     |     |     |     |     |     | 0       |
| –    | Brian Shawe Taylor    | 10  |     |     |     |     |     |     | 0       |
| –    | Pat Flaherty          |     |     | 10  |     |     |     |     | 0       |
| –    | Myron Fohr            |     |     | 11  |     |     |     |     | 0       |
| –    | Duane Carter          |     |     | 12  |     |     |     |     | 0       |
| –    | Mack Hellings         |     |     | 13  |     |     |     |     | 0       |
| –    | Jack McGrath          |     |     | 14  |     |     |     |     | 0       |
| –    | Troy Ruttman          |     |     | 15  |     |     |     |     | 0       |
| –    | Gene Hartley          |     |     | 16  |     |     |     |     | 0       |
| –    | Jimmy Davies          |     |     | 17  |     |     |     |     | 0       |
| –    | Johnny McDowell       |     |     | 18  |     |     |     |     | 0       |
| –    | Walt Brown            |     |     | 19  |     |     |     |     | 0       |
| –    | Travis Webb           |     |     | 20  |     |     |     |     | 0       |
| –    | Jerry Hoyt            |     |     | 21  |     |     |     |     | 0       |
| –    | Walt Ader             |     |     | 22  |     |     |     |     | 0       |
| –    | Jackie Holmes         |     |     | 23  |     |     |     |     | 0       |
| –    | Jim Rathmann          |     |     | 24  |     |     |     |     | 0       |
| –    | Joe Kelly             | NC  |     |     |     |     |     |     | 0       |
| –    | Franco Rol            |     | Rit |     |     |     | Rit | Rit | 0       |
| –    | Eugène Martin         | Rit |     |     | Rit |     |     |     | 0       |
| –    | David Murray          | Rit |     |     |     |     |     | Rit | 0       |
| –    | José Froilán González |     | Rit |     |     |     | Rit |     | 0       |
| –    | Maurice Trintignant   |     | Rit |     |     |     |     | Rit | 0       |
| –    | Peter Walker          | Rit |     |     |     |     |     |     | 0       |
| –    | Tony Rolt             | Rit |     |     |     |     |     |     | 0       |
| –    | Leslie Johnson        | Rit |     |     |     |     |     |     | 0       |
| –    | Henry Banks           |     |     | Rit |     |     |     |     | 0       |
| –    | Fred Agabashian       |     |     | Rit |     |     |     |     | 0       |
| –    | Bill Schindler        |     |     | Rit |     |     |     |     | 0       |
| –    | Bayliss Levrett       |     |     | Rit |     |     |     |     | 0       |
| –    | Bill Cantrell         |     |     | Rit |     |     |     |     | 0       |
| –    | Jimmy Jackson         |     |     | Rit |     |     |     |     | 0       |
| –    | Sam Hanks             |     |     | Rit |     |     |     |     | 0       |
| –    | Dick Rathmann         |     |     | Rit |     |     |     |     | 0       |
| –    | Duke Dinsmore         |     |     | Rit |     |     |     |     | 0       |
| –    | Guy Mairesse          |     |     |     |     |     |     | Rit | 0       |
| –    | Piero Taruffi         |     |     |     |     |     |     | Rit | 0       |
| –    | Clemente Biondetti    |     |     |     |     |     |     | Rit | 0       |
| –    | Henri Louveau         |     |     |     |     |     |     | Rit | 0       |
| –    | Franco Comotti        |     |     |     |     |     |     | Rit | 0       |
| –    | Consalvo Sanesi       |     |     |     |     |     |     | Rit | 0       |
| –    | Paul Pietsch          |     |     |     |     |     |     | Rit | 0       |
| Pos. | Pilota                |     |     |     |     |     |     |     | Punti   |

| Legenda | 1º posto     | 2º posto | 3º posto    | A punti         | Senza punti/Non class.  | Grassetto – Pole position Corsivo – Giro più veloce |
| Legenda | Squalificato | Ritirato | Non partito | Non qualificato | Solo prove/Terzo pilota | Grassetto – Pole position Corsivo – Giro più veloce |